# Рионегро (Сантандер)
Рионегро (исп. Rionegro) — город и муниципалитет в северо-восточной части Колумбии, на территории департамента Сантандер. Входит в состав провинции Метрополитана.

## История
Поселение, из которого позднее вырос город, было основано 5 мая 1805 года.

## Географическое положение

Муниципалитет Рионегро

Город расположен в северной части департамента, в предгорьях Восточной Кордильеры, на правом берегу реки Рио-Негро, на расстоянии приблизительно 11 километров к северу от города Букараманги, административного центра департамента. Абсолютная высота — 664 метра над уровнем моря.
Муниципалитет Рионегро граничит на западе с территорией муниципалитета Пуэрто-Вильчес, на юге — с муниципалитетами Сабана-де-Торрес и Лебриха, на юго-востоке — с муниципалитетами Сан-Хуан-де-Хирон и Букараманга, на востоке — с муниципалитетом Матанса, на северо-востоке — с муниципалитетом Эль-Плайон, на севере — с территорией департамента Северный Сантандер, на северо-западе — с территорией департамента Сесар. Площадь муниципалитета составляет 1277,5 км².

## Население
По данным Национального административного департамента статистики Колумбии, совокупная численность населения города и муниципалитета в 2015 году составляла 27 114 человек.
Динамика численности населения муниципалитета по годам:
| 2005   | 2006   | 2007   | 2008   | 2009   | 2010   | 2011   | 2012   | 2013   | 2014   | 2015   |
| ------ | ------ | ------ | ------ | ------ | ------ | ------ | ------ | ------ | ------ | ------ |
| 29 382 | 29 122 | 28 900 | 28 673 | 28 444 | 28 219 | 27 989 | 27 775 | 27 551 | 27 330 | 27 114 |

Согласно данным переписи 2005 года мужчины составляли 53,1 % от населения Рионегро, женщины — соответственно 46,9 %. В расовом отношении белые и метисы составляли 98,5 % от населения города; негры, мулаты и райсальцы — 1,5 %.
Уровень грамотности среди всего населения составлял 83,4 %.

## Экономика
Основу экономики Рионегро составляет сельское хозяйство.
63,9 % от общего числа городских и муниципальных предприятий составляют предприятия торговой сферы, 27,2 % — предприятия сферы обслуживания, 8 % — промышленные предприятия, 0,9 % — предприятия иных отраслей экономики.

## Транспорт
Через город проходит национальное шоссе № 45А (исп. Ruta Nacional 45А).